# 智者篇

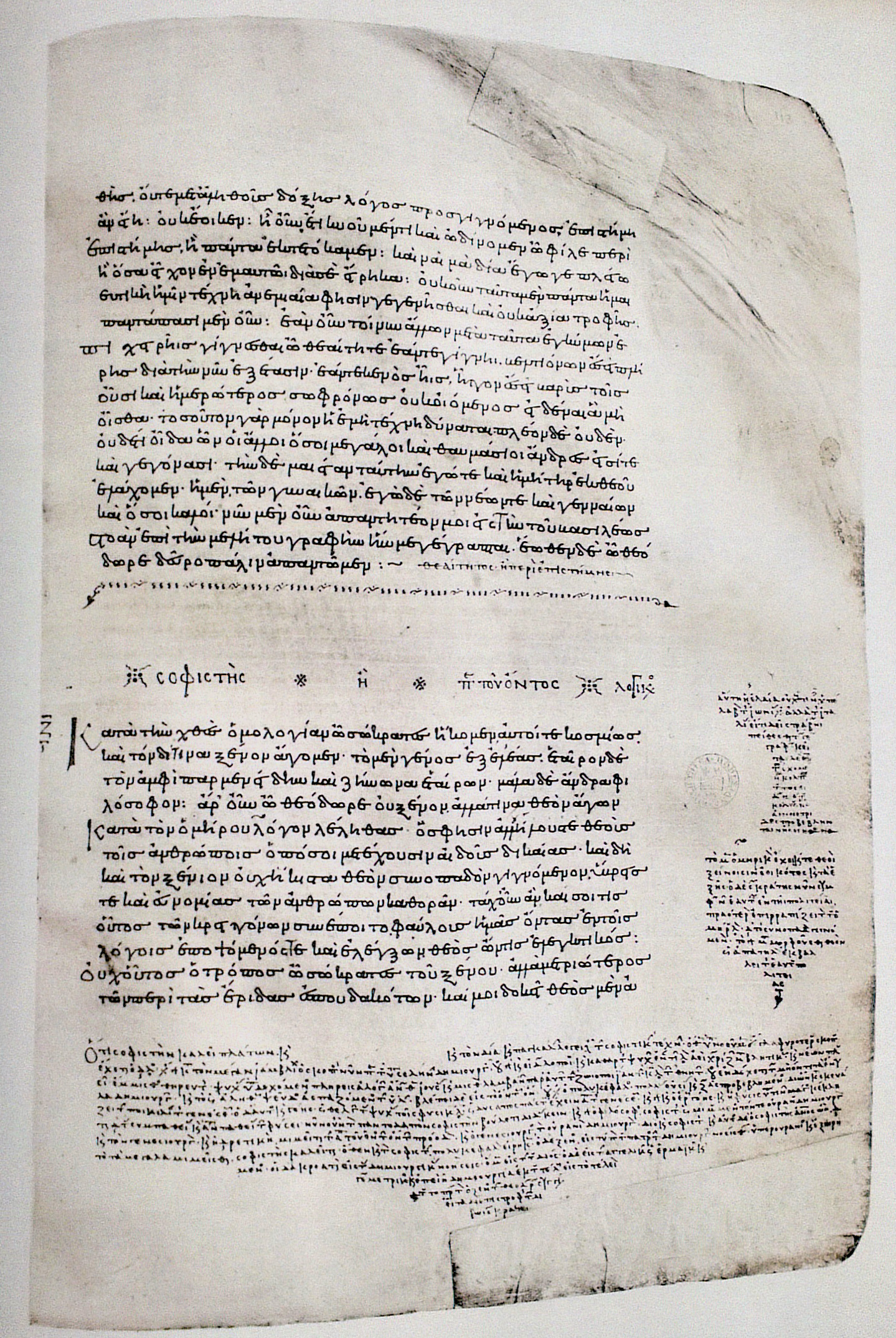
公元895年凯撒利亚主教阿拉特斯敕抄本柏拉图对话录中《智者篇》的开头。抄本藏于牛津大学图书馆，被称为“克拉克柏拉图抄本”（The Clarke Plato），这是目前存世的除残篇以外最古老的柏拉图著作抄本。

智者是一篇柏拉图对话录，其副标题是“论‘是’，逻辑的”。它是柏拉图晚期著作中重要的篇章之一。其讨论的对象是“是者”与“非是者”的关系，引子则是对“智者”这一人群的定义。在该篇中，柏拉图批判或修改了自己早期思想中的“理念论”（又称相论），将一成不变的“绝对是者”改为可以互相结合的“诸理念”（τᾰ̀ γένη），是为“通种论”（κοινωνία τῶν γενῶν），而对诸理念、种属的正确结合就是辩证法。辩证法的运用揭示通种论中错误的环节，即揭示理念的错误结合。所谓的“智者”就藏身在这种诸理念的错误结合之中。在该篇中，“智者”一词是带有贬义的，但该词本身并无贬义，仅仅是从柏拉图开始才有。